# Nicki Pawlow
Nicole-Annette „Nicki“ Pawlow (* 7. Mai 1964 in Köthen) ist eine deutsche Schriftstellerin und Journalistin.

## Leben
Pawlow, Tochter eines bulgarischen Vaters und einer deutschen Mutter, wuchs in Nordhausen (Thüringen) auf. 1977 flüchtete die Familie in die Bundesrepublik und siedelte sich im schwäbischen Rottweil an, wo Nicki Pawlow 1983 das Abitur machte. Anschließend studierte sie Politische Wissenschaften, Slawische Philologie und Neuere Geschichte an der Ludwig-Maximilians-Universität in München und schloss mit dem Grad eines Magisters ab.
Nach dem Mauerfall zog Nicki Pawlow 1989 nach Berlin. 1990 erschien ihr Sachbuch Innerdeutsche Städtepartnerschaften. Seither arbeitete sie als Pressesprecherin in der Politik, war Zeitungsreporterin, Referentin in der politischen Erwachsenenbildung, Moderatorin und Drehbuchautorin.
Seit 2000 ist Nicki Pawlow freischaffende Autorin und Schriftstellerin. Seit 2006 veranstaltet sie im heimischen Wohnzimmer den Künstlersalon „SÜ36“.
Nicki Pawlow begann Anfang der 1990er Jahre mit dem Schreiben erzählender Prosa. 2007 erschien ihr Roman-Debüt Die Frau in der Streichholzschachtel. In diesem Wende-Roman wird die Arbeit der Treuhandanstalt, die DDR-Vergangenheit und eine Ost-West-Liebesgeschichte thematisiert.
Im August 2014 erschien ihr Buch Der bulgarische Arzt. Dieser über drei Generationen hinweg erzählte Familienroman ist der Lebensgeschichte von Nicki Pawlows Vater, einem bulgarischen Psychiater, nachempfunden, der in Bulgarien, in der DDR und in der Bundesrepublik lebte und arbeitete.
Seit Februar 2015 schreibt Nicki Pawlow regelmäßig Essays und Artikel für die Berliner Tageszeitung Der Tagesspiegel.
Nicki Pawlow ist verheiratet und lebt mit ihrem Mann und den drei gemeinsamen Kindern in Berlin.

## Werke
- Innerdeutsche Städtepartnerschaften. Holzapfel, Berlin 1990, ISBN 3-921226-37-6.
- Happily married in good old Germany. In Zusammenarbeit mit Alex Heneka und Dieter Stempnierwsky. Drehbuch, Berlin 2004.
- Die Frau in der Streichholzschachtel. Dittrich, Berlin 2007, ISBN 978-3-937717-25-8.
- Der bulgarische Arzt. Langen Müller Verlag, München 2014, ISBN 978-3-7844-3355-4